# يا هلا بالعرفج (برنامج)
يا هلا بالعرفج برنامج تلفازي ثقافي أسبوعي تعرضه قناة روتانا خليجية على الهواء مباشرة منذ عام 2013م، ويقدمه الكاتب السعودي أحمد العرفج بالاشتراك مع عدد من مذيعي قناة «روتانا خليجية».

## فكرة البرنامج
كان البرنامج مجرد فقرة اسمها «يا هلا بالعرفج» ضمن فقرات برنامج «يا هلا»، ثم تحول إلى برنامج مستقل. والبرنامج أشبه ما يكون بالمجلة الثقافية المنوعة، حيث يدور حوار ثقافي بين المذيع ورئيس تحرير البرنامج الدكتور العرفج في مواضيع متنوعة، ويتكون البرنامج من مجموعة من الفقرات بعضها ثابت لم يتغير من سنوات، وبعضها أضيف في مواسم البرنامج. إضافة إلى فقرات تعرض قضايا المجتمع السعودي.

## فقرات البرنامج
- مزايين الكتب.[5]
- المشي مع العرفج.[6]
- سيرة وتر.
- خبر الأسبوع.[7]
- برواز.[8]
- المثل يقول.[9]
- خبر الأسبوع.[10]

## مقدمو البرنامج
- علي العلياني.
- خالد العقيلي.[11]
- مفرح الشقيقي.[12]

- جمال المعيقل.[13]